# 2002 (album)
2002 – pierwsza kompilacja hip-hopowego zespołu Tha Dogg Pound. Została wydana 31 lipca 2001 roku nakładem wytwórni Death Row Records. Na albumie znajdują się niepublikowane wcześniej utwory, gdy zespół był związany z Death Row. Zostały one zremiksowane i zremasterowane przez Cold 187um.

## Lista utworów
1. Intro – 1:50
2. Roll Wit Us – 5:11
  - Co-producent - Darren Vegas
  - Producent - Cold 187um
3. Just Doggin' – 4:45
  - Producent - Cold 187um
  - Wokale - Nate Dogg
4. Smoke – 4:48
  - Featuring - Snoop Dogg & The Relativez
  - Co-producent - Darren Vegas
  - Producent - Cold 187um
5. Gangsta Rap – 4:32
  - Featuring - Crooked I
  - Producent - Fredwreck Nassar
6. 10 Til Midnight – 5:50
  - Featuring - SKG
  - Co-producent - Darren Vegas
  - Producent - Cold 187um
7. Living Tha Gangsta Life – 3:50
  - Featuring - Xzibit
  - Producent - Daz Dillinger
8. Don't Stop – 4:03
  - Featuring - 2Pac
  - Producent - Daz Dillinger
9. Change The Game (Remix) – 4:53
  - Featuring - Jay-Z, Memphis Bleek, Beanie Sigel
  - Producent - Rick Rock
10. Crip Wit Us – 3:52
  - Producent - Daz Dillinger
11. What Cha About – 4:34
  - Co-producent - Darren Vegas
  - Producent - Cold 187um
12. Your Gyrlfriend 2 – 3:59
  - Featuring - Mac Shawn & Soopafly
  - Producent - Daz Dillinger
13. Feels Good – 4:46
  - Producent - Daz Dillinger
14. Way Too Often – 4:15
  - Featuring - Soopafly
  - Producent - Priest 'Soopafly' Brooks
15. It'z All About That Money – 4:00
  - Producent - Daz Dillinger
16. Every Single Day – 5:10
  - Featuring - Snoop Dogg
  - Producent - Daz Dillinger